# 芒廷奈爾 (亞利桑那州)
芒廷奈爾（英語：Mountainaire）是位於美國亞利桑那州可可尼諾縣的一個人口普查指定地區。根據2010年美國人口普查，該地人口為1119人，而該地的面積約為26.41平方千米。

## 地理
芒廷奈爾的座標為35°05′28″N 111°39′37″W / 35.09111°N 111.66028°W，而該地最高點為海拔高度2173米（即6800英尺）。